# Swimming Pool (cocktail)
Lo Swimming Pool è un cocktail alcolico a base di vodka, latte di cocco e succo d'ananas.

## Descrizione
Letteralmente il nome significa "piscina", ed è dovuto all'intenso azzurro artificiale del cocktail, classico delle piscine. Tale colore viene dato dal Blue Curaçao, vivace liquore all'arancia originario dell'isola olandese da cui prende il nome. Pur essendo molto famoso non è ufficiale IBA; lo Swimming Pool infatti, non è propriamente un cocktail ma perlopiù una bevanda di fantasia che si presenta in diverse varianti, anche molto differenti fra loro. La variante ufficiale è comunque di colore azzurro intenso, a base di Vodka, sciroppo di cocco, panna e succo d'ananas. In origine veniva usato il latte di cocco anziché lo sciroppo. Grazie alla panna e allo sciroppo di cocco il cocktail risulta cremoso e dolce, il ghiaccio tritato gli dona lucentezza e lo rende multisfacettato, proprio come una piscina. Lo Swimming Pool ha una certa parentela con la Piña Colada, in diverse varianti viene sostituita la vodka col rum e lo sciroppo di cocco con il latte di cocco. Anche il Curaçao viene sostituito con altri liquori all'arancia.

## Ingredienti
- 4cl di Vodka
- 2cl di Blue Curaçao
- 4cl di sciroppo di cocco
- 10cl di succo d'ananas
- 2cl di panna fresca
- pezzetti d'ananas
- ciliegia al maraschino (decorazione)

## Preparazione
Miscelare in modo accurato ma non energico nello shaker tutti gli ingredienti insieme ad alcuni cubetti di ghiaccio, con un filtro versare il contenuto in un bicchiere alto da long drink (tipo Hurricane) precedentemente riempito con del ghiaccio tritato. Aggiungere dei pezzetti d'ananas e guarnire con una ciliegia al maraschino.

## Valori nutrizionali
Per porzione (valori indicativi relativi alla quantità della lista ingredienti):
- calorie: 83kcal
- valore energetico: 1033kj
- grassi : 2,3g
- carboidrati: 14,5g
- proteine: 1g